# FDDI

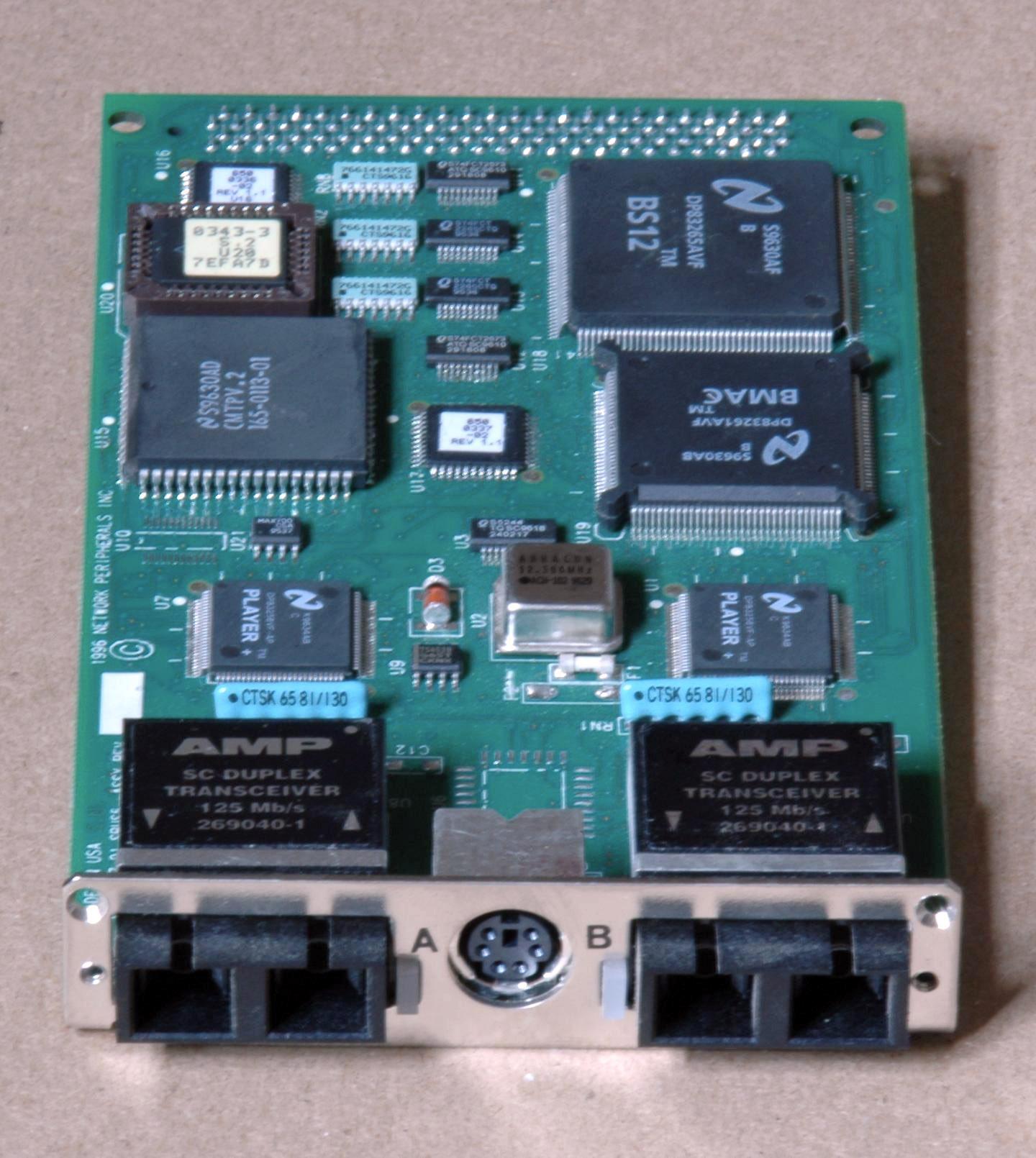
Bảng FDDI gắn kép

Giao diện dữ liệu phân tán sợi quang (Fiber Distributed Data Interface - FDDI) là một tiêu chuẩn để truyền dữ liệu trong mạng cục bộ. Nó sử dụng sợi quang làm môi trường vật lý cơ bản tiêu chuẩn của nó, mặc dù sau đó nó cũng được chỉ định sử dụng cáp đồng, trong trường hợp đó có thể được gọi là CDDI (Giao diện dữ liệu phân tán cáp đồng), được tiêu chuẩn hóa thành TP-PMD (Twisted-Pair Physical Medium-Dependent), còn được gọi là TP-DDI (Giao diện dữ liệu phân tán cáp xoắn đôi).

## Miêu tả
FDDI cung cấp tiêu chuẩn cáp quang 100 Mbit / s cho việc truyền dữ liệu trong mạng cục bộ và có thể mở rộng trong phạm vi lên tới 200 kilômét (120 mi). Mặc dù cấu trúc liên kết logic FDDI là dựa trên mạng dạng token ring, nhưng nó không sử dụng giao thức vòng mã token IEEE 802.5 làm cơ sở; thay vào đó, giao thức của nó được lấy từ giao thức mã thông báo thời gian của bus token IEEE 802.4. Ngoài việc bao phủ các khu vực địa lý rộng lớn, mạng cục bộ FDDI có thể hỗ trợ hàng ngàn người dùng. FDDI cung cấp cả Trạm gắn liền kép (DAS), cấu trúc liên kết vòng mã thông báo xoay ngược và Single-Attached Station (SAS), cấu trúc liên kết vòng qua mã thông báo
FDDI, là một sản phẩm của Viện Tiêu chuẩn Quốc gia Hoa Kỳ X3T9.5 (nay là X3T12), tuân thủ mô hình phân lớp chức năng của Hệ thống mở (OSI) sử dụng các giao thức khác. Quá trình tiêu chuẩn bắt đầu vào giữa những năm 1980. FDDI-II, một phiên bản của FDDI được mô tả vào năm 1989, đã bổ sung khả năng dịch vụ chuyển mạch kênh vào mạng để nó cũng có thể xử lý tín hiệu hội thoại và video. Công việc bắt đầu kết nối các mạng FDDI với công nghệ mạng quang đồng bộ (SONET).
Mạng FDDI chứa hai vòng, một vòng là bản sao lưu phụ trong trường hợp vòng sơ cấp bị lỗi. Vòng chính cung cấp công suất tới 100 Mbit / s. Khi một mạng không có yêu cầu cho vòng thứ cấp để thực hiện sao lưu, nó cũng có thể mang dữ liệu, mở rộng dung lượng lên 200 Mbit/s. Vòng đơn có thể mở rộng khoảng cách tối đa; một vòng kép có thể kéo dài. FDDI có kích thước khung tối đa lớn hơn (4.352 byte) so với họ bus Ethernet tiêu chuẩn, chỉ hỗ trợ kích thước frame tối đa 1.500 byte,  cho phép tốc độ dữ liệu hiệu quả tốt hơn trong một số trường hợp.

## Cấu trúc liên kết
Các nhà thiết kế thường xây dựng các vòng FDDI trong cấu trúc liên kết mạng như "vòng kép của cây". Một số ít thiết bị, điển hình là các thiết bị cơ sở hạ tầng như bộ định tuyến và bộ tập trung thay vì máy tính chủ, được "gắn kép" vào cả hai vòng. Máy tính chủ sau đó kết nối dưới dạng các thiết bị gắn liền với bộ định tuyến hoặc bộ tập trung. Vòng kép ở dạng thoái hóa nhất của nó chỉ đơn giản là sụp đổ thành một thiết bị duy nhất. Thông thường, một phòng máy tính chứa toàn bộ vòng kép, mặc dù một số triển khai đã triển khai FDDI như một mạng lưới khu vực đô thị.
FDDI yêu cầu cấu trúc liên kết mạng này vì vòng kép thực sự đi qua từng thiết bị được kết nối và yêu cầu mỗi thiết bị như vậy duy trì hoạt động liên tục. Tiêu chuẩn thực sự cho phép bỏ qua quang học, nhưng các kỹ sư mạng xem xét những điều này không đáng tin cậy và dễ bị lỗi. Các thiết bị như máy trạm và máy tính mini có thể không nằm dưới sự kiểm soát của các nhà quản lý mạng không phù hợp để kết nối với vòng kép.
Thay thế cho việc sử dụng kết nối gắn đôi, máy trạm có thể có cùng mức độ phục hồi thông qua kết nối homed kép được thực hiện đồng thời cho hai thiết bị riêng biệt trong cùng một vòng FDDI. Một trong các kết nối sẽ hoạt động trong khi kết nối còn lại tự động bị chặn. Nếu kết nối đầu tiên không thành công, liên kết dự phòng sẽ không có độ trễ có thể nhận thấy được.